# Apple A16
Apple A16 仿生晶片（英語：Apple A16 Bionic）是一款蘋果公司設計的64位元ARM架構處理器，發表於2022年9月。由台積電以4纳米製程生產，擁有160億個電晶體，使用於iPhone 14 Pro、 iPhone 14 Pro Max、iPhone 15、iPhone 15 Plus、第十一代iPad。 

## 搭载Apple A16 的设备
- iPhone 14 Pro/14 Pro Max
- iPhone 15/15 Plus
- 第十一代iPad

## 註解
1. 1 2  台積電稱為「N4」，是5纳
米製程改良版